# Śpiąca laleczka
Śpiąca laleczka (ang. The Sleeping Doll) – powieść Jeffery'ego Deavera wydana w 2007 roku. Jest to pierwsza książka, w której główną bohaterką jest Kathryn Dance.

## Fabuła
Z więzienia ucieka pięciokrotny morderca, Daniel Pell. Przed ośmiu laty zabił biznesmena Croytona, jego żonę, dwójkę dzieci, a także swojego wspólnika, Jimmy'ego Newberga. Powoli owija sobie wokół palca kolejnych ludzi, by odtworzyć Rodzinę (jej nazwa to nawiązanie do sekty założonej przez prawdziwą postać – Charlesa Mansona). W pościg za Pellem rusza agentka Kathryn Dance i jej przyjaciele, m.in. Michael O'Neil. Może ona liczyć na wsparcie kobiet, które były w przeszłości w Rodzinie: Rebeki, Lindy i Samanthy. Ponadto pomoc może jeszcze uzyskać od Theresy Croyton, dziewczynki, która jako jedyna przeżyła masakrę sprzed lat. Ukryła się ona wówczas w łóżku i otoczyła lalkami, do czego nawiązuje tytuł – "Śpiąca laleczka".

## Odbiór
Książka doczekała się recenzji w "New York Times", jak również pozytywnej recenzji Anny Kańtoch w Esensji. Powieść ma (stan na 2022 rok) ponad 18 tys. opinii i 1,1 tys. recenzji w serwisie Goodreads.